# مبارك حسن شامي
مبارك حسن شامي وإسمه عند الولادة ريتشارد ياتيتش (بالإنجليزية: Richard Yatich) هو عداء مسافات طويلة وماراثون قطري من أصل كيني ولد في يوم 1 ديسمبر 1980، أبرز إنجازاته كان فوزه بالميدالية الفضية في بطولة العالم لألعاب القوى 2007 في أوساكا بسباق الماراثون، كما فاز بالميدالية الذهبية في دورة الألعاب الآسيوية 2006 في الدوحة وفاز بالمركز الأول في عدة ماراثون في البندقية وباريس وبراغ.

## روابط خارجية
- مبارك حسن شامي على موقع الاتحاد الدولي لألعاب القوى (الإنجليزية)
- مبارك حسن شامي على موقع اللجنة الأولمبية الدولية (الإنجليزية)
- مبارك حسن شامي على موقع أوليمبيديا (الإنجليزية)